# Casasco
Casasco är en ort och kommun i provinsen Alessandria i regionen Piemonte i Italien. Kommunen hade 132 invånare (2018).